# علي صلاح هاشم
 علي صلاح هاشم (مواليد 16 فبراير 1987 في العراق)، هو لاعب كرة قدم عراقي يلعب لنادي النفط ومنتخب العراق لكرة القدم كمهاجم.

## روابط خارجية
- علي صلاح هاشم على موقع قاعدة بيانات كرة القدم.إي يو (الإنجليزية)
- علي صلاح هاشم على موقع ناشيونال فوتبول تيمز (الإنجليزية)
- علي صلاح هاشم على موقع Soccerway.com (الإنجليزية)
- علي صلاح هاشم على موقع كووورة